# Євгеній I (візантійський єпископ)
Євгеній I (грец. Ευγένιος Α΄) — Візантійський єпископ у 237–242 роках.
Обійняв посаду після єпископа Кастіна.
Помер у 242 році. Його наступником став Тит.